# براد كولبيرت
براد كولبيرت (بالإنجليزية: Brad Colbert)‏ هو جندي أمريكي، ولد في 25 يوليو 1974.